# Großer Zunig
Großer Zunig är en bergstopp i Österrike. Den ligger i distriktet Lienz och förbundslandet Tyrolen, i den centrala delen av landet. Toppen på Großer Zunig är 2 776 meter över havet. Berget liknar en kon i utseende.
Toppen avt Großer Zunig är kal och i dalgångarna finns gräsmarker och blandskog. Vandringen upp till toppen beskrivs som måttlig svår och tidskrävande. Några avsnitt är säkrade med kedjor.